# Izvorul Trotușului
Izvorul Trotușului (węg. Sántatelek) – wieś w Rumunii, w okręgu Harghita, w gminie Lunca de Sus. W 2011 roku liczyła 702 mieszkańców.